# Moody Nunatak
Moody Nunatak är en nunatak i Antarktis. Den ligger i Östantarktis. Australien gör anspråk på området. Toppen på Moody Nunatak är 1 993 meter över havet.
Terrängen runt Moody Nunatak är varierad. Trakten är obefolkad. Det finns inga samhällen i närheten.